# Челпек
Челпек (кирг. Челпек) — село в Ак-Суйском районе Иссык-Кульской области Кыргызстана. Административный центр Челпекского аильного округа. Код СОАТЕ — 41702 205 850 01 0.

## Население
По данным переписи 2009 года, в селе проживало 3157 человек.

## Известные жители
- Айтбаева, Айым (1917—1975) — советская киргизская писательница.
- Табалдыев Раимбек (1914-1998) - видный советский государственный деятель. Депутат Верховного совета Киргизской ССР.
- Табалдыев Султанбек (1943-2020) - советский, кыргызстанский инженер-конструктор, изобретатель, руководитель и общественный деятель. Лауреат Государственной премии СССР, депутат Верховного Совета Киргизской ССР, Жогорку Кенеша.